# هايدن ويليام أوينز
هايدن ويليام أوينز هو سياسي كندي، ولد في 1908، وتوفي في 16 أكتوبر 1981. حزبياً، نشط في Saskatchewan New Democratic Party ‏. وقد انتخب عضو المجلس التشريعي من ساسكاتشوان.